# Idioma sinúfana
El sinúfana (zenúfana; también cenú/zenú/sinú) o guajibo (guamacó) es una lengua con pocos hablantes, escasamente documentada, que usualmente se clasifica dentro de las lenguas chocó de Colombia. Antes de la Conquista de la Nueva Granada éra la lengua mas hablada en el teritorio Zenú.